# Detekční smyčka

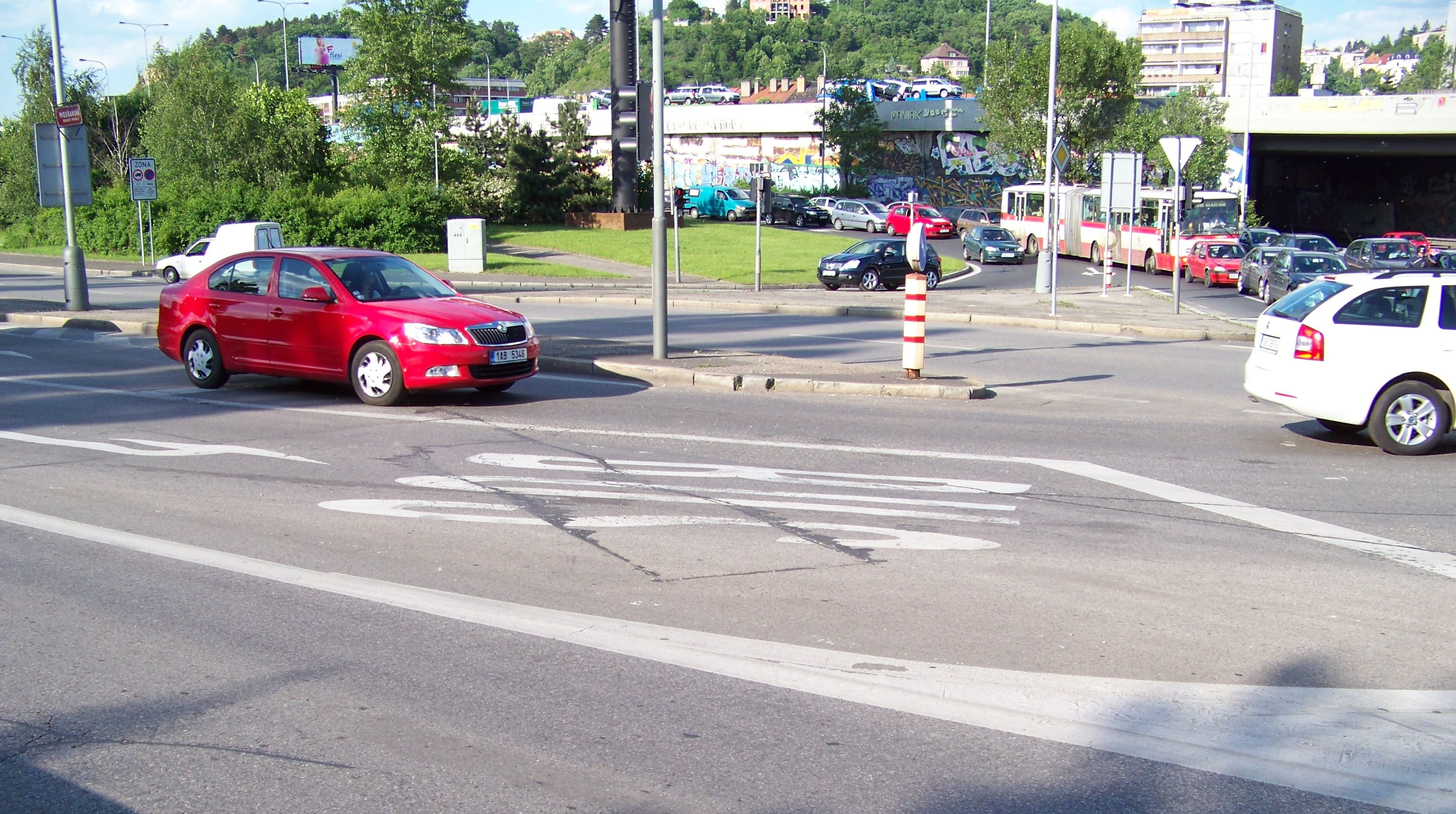
Detekční smyčka na pražské křižovatce (černý obdélník přes nápis „BUS“)

Detekční smyčka je zařízení, které slouží k evidenci vozidel (ke zjištění přítomnosti vozidla). Umisťují se obvykle do vjezdových pruhů křižovatky řízené světelnou signalizací nebo se využívají ke sčítání vozidel (ke zjišťování intenzit dopravy). V případě vhodného umístění více smyček (za sebou v určité vzdálenosti) je možné stanovovat rychlost projíždějících vozidel. Detekční smyčky se řadí mezi nejběžnější typy dopravních detektorů využívaných za účelem řízení dopravy.

## Princip fungování
Během průjezdu či přítomnosti vozidla na smyčce dochází ke snížení její indukčnosti a tím se zvyšuje frekvence oscilátoru. V případě, že změna frekvence dosáhne předem daného prahu, je tato změna vnímána jako přítomnost automobilu na smyčce.

## Technické parametry
Indukční smyčky jsou zapuštěné do vozovky v hloubce asi 120 mm. Jejich velikost a orientace se volí dle účelu jejich využití. Rozměry smyček se pohybují mezi 1 až 3 m na délku a 2 až 2,5 m na šířku (je dána šířkou jízdního pruhu a zabráněním ovlivnění vozidly jedoucími ve vedlejším pruhu). Ke stanovení délky kolon se využívají speciální smyčky, které mohou dosahovat i 30 m. Pro umístění smyčky je třeba připravit drážku v šířce od 7 do 10 mm. Vlastní smyčka je tvořena cívkou s ohebnou lícnou o průřezu 1,5 až 2,5 mm². Musí být navíc zajištěna její odolnost vůči vodě a teplu.

## Klady a zápory
Výhodou (indukčních) detekčních smyček je skutečnost, že se jedná o technologii funkční a osvědčenou. Za poměrně nízkých nákladů poskytují základní dopravní parametry (intenzitu dopravy, obsazenost atd.). Nedochází u nich k ovlivněním počasím, takže fungují také v nepříznivých meteorologických podmínkách.
Naopak nepříjemností je skutečnost, že při jejich aplikaci (i případné údržbě) je třeba uzavřít jízdní pruh a odfrézovat asfaltovou vrstvu. Poruchy, které se objevují, jsou často zapříčiněny nevhodnou kvalitou povrchů vozovek. Navíc v případě opravy vozovky dochází často i k nutnosti reinstalování detektoru. Zabudováním detekční (indukční) smyčky dochází ke snížení životnosti vozovky.
Špatně nastavené detekční smyčky mohou ignorovat přítomnost cyklistů a v případě, že semafor nemá alespoň krátký interval, kdy svítí zelená bez ohledu na detekci vozidla, nemusí vůbec cyklistovi, za kterým nestojí další vozidla, dát zelenou ani po několika cyklech.